# Fregata klase Iver Huitfeldt
Klasa Iver Huitfeldt je trobrodska klasa fregata protuzračne obrane koja je ušla u službu Kraljevske danske mornarice 2012. i 2013.

## Opis
Klasa je izgrađena na iskustvu stečenom na fregatama klase Absalon, a ponovnom upotrebom osnovnog dizajna trupa klase Absalon, Kraljevska danska mornarica uspjela je konstruirati klasu Iver Huitfeldt znatno jeftiniju od usporedivih brodova.
Fregate su kompatibilne s modularnim sustavom nosivosti misije Kraljevske danske mornarice StanFlex koji se koristi u Absalonu, a dizajnirane su s utorima za šest modula. Svaka od četiri StanFlex pozicije na palubi može primiti ili Mark 141 8-ćelijski lanserni modul Harpoon ili 12-ćelijski Mark 56 ESSM VLS.
Dok su brodovi klase Absalon prvenstveno dizajnirani za zapovjedništvo, potporu i ASW uloge, s velikom ro-ro palubom, tri nove fregate klase Iver Huitfeldt opremljene su za ulogu protuzračne obrane sa standardnim projektilima, kao i potencijalom za krstareće rakete Tomahawk.
Brodovi su građeni u blokovima u Estoniji i Litvi. Ti su blokovi zatim odvučeni u brodogradilište Odense Steel gdje su sastavljeni. 

### Protuzračna obrana
Većina oružja za tri broda ponovno je korištena iz prethodne Niels Juel klase korveta i Flyvefisken patrolna plovila. Ostale komponente također su ponovno korištene kako bi se troškovi sveli na minimum.
Ovi brodovi dijele svoju opremu za protuzračno ratovanje s fregatama De Zeven Provinciën Kraljevske nizozemske mornarice i fregatama Sachsen njemačke mornarice. Senzori ovog paketa uključuju nadzorni radar dugog dometa SMART-L i višenamjenski radar APAR s aktivnim elektronički skeniranim nizom. SMART-L i APAR su vrlo komplementarni u smislu da je SMART-L radar L pojasa, koji pruža nadzor vrlo velikog dometa, dok je APAR radar I pojasa, koji pruža precizno praćenje cilja, vrlo veliku sposobnost pretraživanja horizonta i navođenje projektila. Primarno protuzračno oružje su rakete srednjeg dometa Evolved Sea Sparrow i obrambeni SM-2 IIIA. Vertikalni lansirni sustav Mk 41 koristi se za smještaj i lansiranje ovih projektila. Ovisno o broju instaliranih lansera Harpoon, mogu se nositi do 24 projektila Evolved Sea Sparrow i 32 SM-2 IIIA ili SM-6.